# Bonndorf im Schwarzwald
Bonndorf im Schwarzwald est une ville allemande en Bade-Wurtemberg, située dans l'arrondissement de Waldshut.

## Géographie

### Situation géographique
Bonndorf est une ville située dans le sud-ouest de la République fédérale d'Allemagne. La ville se situe entre 600  et   1 050 mètres d'altitude et à 18 kilomètres de la frontière avec la Suisse. Le Lac de Schluchsee est à une quinzaine de kilomètres de Bonndorf.

### Communes voisines
La municipalité de Bonndorf est bordée à l'ouest par la commune de Schluchsee, au nord-ouest par la commune de Lenzkirch et au nord par la commune de Löffingen, à l'est par la commune de Wutach, au sud-est par la commune de Stühlingen et au sud par la commune de Grafenhausen.

## Jumelage
- Bains-les-Bains (France) depuis 1975